# Dorcadion janssensi
Dorcadion janssensi är en skalbaggsart som beskrevs av Stefan von Breuning 1966. Dorcadion janssensi ingår i släktet Dorcadion och familjen långhorningar. Inga underarter finns listade i Catalogue of Life.